# Патісія
Патісія (грец. Πατήσια) — район в центральній частині Афін, Греція. Часто поділяється на два райони Ано Патісія (Верхня Патісія) та Като Патісія (Нижня Патісія). Головна вулиця району — проспект Патісіон (грец. Οδός Πατησίων).
28 березня 2010 року внаслідок вибуху в районі Патісія загинув 15-річний підліток, його мати та молодша сестра отримали серйозні поранення. Родина походила з Афганістану і підозрюється офіційною владою у скоєнні теракту.